# Lj (Digraph)
Lj (klein geschrieben lj) ist ein Digraph aus den zwei Buchstaben L und J. Er wird im kroatischen Alphabet sowie in den serbischen, bosnischen und montenegrinischen Lateinalphabeten wie ein separater Buchstabe behandelt und an zwischen L und ; eingeordnet. Im kyrillischen Alphabet wird das Phonem durch einen Buchstaben Љ dargestellt, wo es dem IPA-Laut ʎ entspricht.
Im Unicode gibt es aus Kompatibilitätsgründen im Unicodeblock Lateinisch, erweitert-B hierfür eigene Codepoints U+01C4 bis U+01C6 (für LJ, Lj und lj), was für Digraphen eine seltene Ausnahme darstellt. Diese werden in Digitalmedien aber selten verwendet. Empfohlen wird die Codierung durch die zwei Buchstaben L und J.